# Tabla de Esmeralda
La Tabla de Esmeralda, Tabla Esmeralda, Tabla Esmeraldina o Tabula Smaragdina (en latín, del árabe: لَوْح الزُّمُرُّذ, Lawḥ al-zumurrudh) es un texto hermético breve, de carácter críptico, atribuido al mítico Hermes Trismegisto, cuyo propósito es revelar el secreto de la sustancia primordial y sus transmutaciones. Fue muy apreciado por alquimistas islámicos y europeos como el fundamento de su arte. Aunque se atribuye a la legendaria figura helenística Hermes Trismegisto, el texto de la Tabla de Esmeralda aparece por primera vez en varias fuentes árabes medievales, como el Kitab Sirr al-Khaliqa wa Sanat al-Tabia (c. 650 d. C.), Kitab Sirr al-Asar (c. 800 d. C.), Kitab Ustuqus al-Uss al-Thani (siglo XII) y Secretum Secretorum (c. 1140).[cita requerida]Se tradujo al latín varias veces en los siglos XII y XIII. Le siguieron numerosas interpretaciones y comentarios. Hasta el siglo XX, las fuentes más antiguas conocidas eran tales manuscritos medievales. 
Alquimistas medievales y modernos asociaron la Tabla de Esmeralda con la creación de la piedra filosofal y la producción artificial de oro.
También ha sido muy popular entre ocultistas y esoteristas de los siglos XIX y XX, entre quienes la expresión «como es arriba, es abajo» (una paráfrasis moderna del segundo verso de la Tabla, Quod est superius est sicut quod inferius) se ha convertido en un lema muy citado.

## Propósito
En la Tabla de Esmeralda está condensado o resumido todo el arte de la Gran Obra, objetivo principal de la alquimia.
La alquimia es el arte del perfeccionamiento y la Gran Obra implica su cumplimiento, la perfección. La Tabla de Esmeralda contiene en sus pocas líneas el secreto de la Gran Obra, es un pasaje directo para la perfección. 
Dicho mensaje es expresado de modo simbólico, su sola lectura no revela su significado. El acceso a la Gran Obra requiere trascender la limitación racional, de ahí que todo alquimista conlleve una transmutación personal paralela que le permita acceder al lenguaje del Símbolo. El Todo, el Uno, tan sólo se expresa simbólicamente, y es necesario el aprendizaje en la hermenéutica del Símbolo. De no ser así, su sola simplicidad generará incredulidad. La Razón aguarda complejidad ante lo complejo, mientras el Uno, el Ouroboros, se descubre ante la simplicidad de otra lectura, de otro lenguaje. En definitiva, la expresión críptica de la Tabla no es intencional, sino que requiere de la persona adecuada, capacitada para la Gran Obra.

## Análisis filosófico
La Tabla de Esmeralda ve reflejada su esencia en el fundamento ontológico último de la filosofía, en la finalidad del Ser. Apercibido el ser humano de su carencia y limitación vitales, se provee de un acercamiento perpetuo a la posibilidad de lo trascendente, lo eterno. Eternidad en la búsqueda de lo absoluto, aquella respuesta que satisfaga lo limitante y abrace al Universo. Saciedad de la inconformidad terrenal a través del encuentro con la esencia del Uno, del Todo, para poder ingresar en él, para formar parte de él. En definitiva, llegar a Ser la Totalidad que ya se Es.
La Tabla de Esmeralda es una vía directa para dicha finalidad. Aquel que la entienda tiene el acceso directo al Todo, al Uno, al Universo, al Ouroboros.
Tanto la Ciencia como la Filosofía se originan vislumbrando en el horizonte la respuesta a la pregunta por el Uno. La filosofía de la ciencia tiene como propósito responder a dicha pregunta fundamental. La Tabla de Esmeralda conlleva una necesaria tendencia holística ya olvidada en el transcurso de la historia, que contrasta con una marcada disociación en la metodología del saber contemporáneo, más fundamentada en una unidireccionalidad nihilista que en una integración de todos los opuestos de la existencia.

## Contenido
- Preceptos de Hermes Trismegisto:[3]

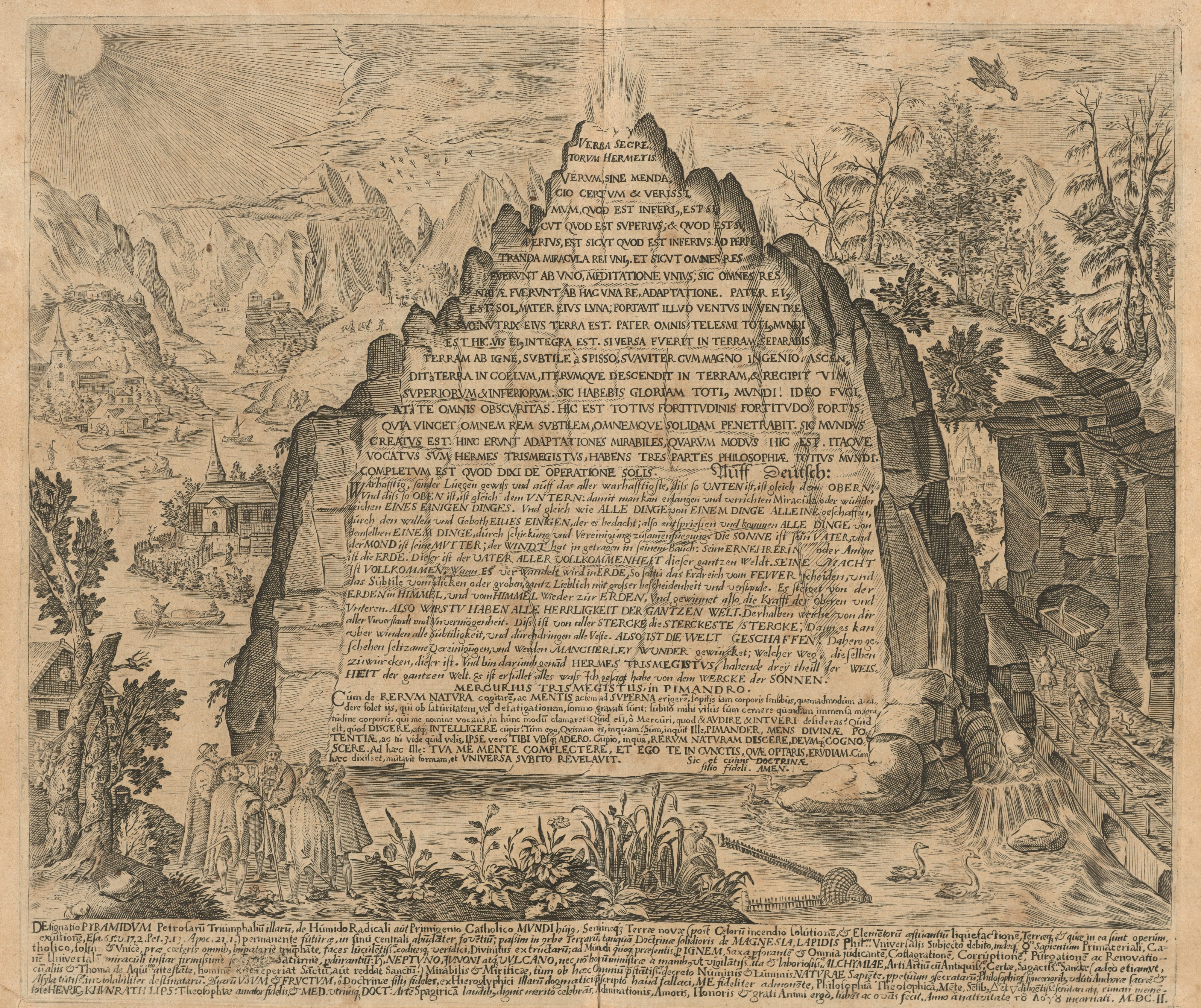

I. Lo que digo no es ficticio, sino digno de crédito y cierto.
II. Lo que está más abajo es como lo que está arriba, y lo que está arriba es como lo que está abajo. Actúan para cumplir los prodigios del Uno.
III. Como todas las cosas fueron creadas por la Palabra del Ser, así todas las cosas fueron creadas a imagen del Uno.
IV. Su padre es el Sol y su madre la Luna. El Viento lo lleva en su vientre. Su nodriza es la Tierra.
V. Es el padre de la Perfección en el mundo entero.
VI. Su poder es fuerte si se transforma en Tierra.
VII. Separa la Tierra del Fuego, lo sutil de lo burdo, pero sé prudente y circunspecto cuando lo hagas.
VIII. Usa tu mente por completo y sube de la Tierra al Cielo, y, luego, nuevamente desciende a la Tierra y combina los poderes de lo que está arriba y lo que está abajo. Así ganarás gloria en el mundo entero, y la oscuridad saldrá de ti de una vez.
IX. Esto tiene más virtud que la Virtud misma, porque controla todas las cosas sutiles y penetra en todas las cosas sólidas.
X. Éste es el modo en que el mundo fue creado.
XI. Éste es el origen de los prodigios que se hallan aquí [¿o, que se han llevado a cabo?].
XII. Esto es por lo que soy llamado Hermes Trismegisto, porque poseo las tres partes de la filosofía cósmica.
XIII. Lo que tuve que decir sobre el funcionamiento del Sol ha concluido.

## Influencia
En sus diversas recensiones occidentales, la Tabla se convirtió en un pilar de la alquimia medieval y renacentista. Se publicaron comentarios y/o traducciones, entre otros, de Trithemius, Roger Bacon, Michael Maier, Alberto Magno e Isaac Newton. El texto conciso era un resumen popular de principios alquímicos, en el que se creía que se describían los secretos de la piedra filosofal.
El alquimista del siglo XIV Ortolanus (o Hortulanus) escribió una importante exégesis sobre El secreto de Hermes, que influyó en el posterior desarrollo de la alquimia. Se conservan muchos manuscritos de esta copia de la Tabla de Esmeralda y del comentario de Ortolanus, que se remontan al menos al siglo XV. Ortolanus, al igual que Alberto Magno antes que él, veía la tabla como una receta críptica que describía procesos de laboratorio utilizando palabras en clave. Esta fue la opinión dominante entre los europeos hasta el siglo XV.
A principios del siglo XVI, los escritos de Johannes Trithemius (1462-1516) supusieron un cambio en la interpretación de la Tabla de Esmeralda, de una perspectiva de laboratorio hacia un enfoque metafísico. Trithemius equiparó la una cosa de Hermes con la mónada de la filosofía pitagórica y el anima mundi. Esta interpretación del texto hermético fue adoptada por alquimistas como John Dee, Enrique Cornelio Agripa y Gerhard Dorn.